# Metopidiothrix hoogstraali
Metopidiothrix hoogstraali är en mångfotingart som beskrevs av Shear 2002. Metopidiothrix hoogstraali ingår i släktet Metopidiothrix och familjen Metopidiotrichidae. Inga underarter finns listade i Catalogue of Life.